# 1914 в анімації

## Випущені фільми
- 10 січня – Colonel Heeza Liar's African Hunt (США)
- 18 лютого – Динозавр Герті (США)
- 14 березня – Colonel Heeza Liar Shipwrecked (США)
- 18 квітня – Colonel Heeza Liar In Mexico (США)
- 18 травня — Colonel Heeza Liar, Farmer (США)
- 15 серпня — Colonel Heeza Liar, Explorer (США)
- 26 вересня – Colonel Heeza Liar In The Wilderness (США)
- 24 жовтня — Colonel Heeza Liar, Naturalist (США)
- 21 листопада – The Police Dog (США)

## Народилися

### січень
- 27 січня : Білл Літлджон, американський аніматор ( Van Beuren Studio, Tom & Jerry, Walter Lantz, Jay Ward Productions, Animation Inc., Fine Arts Films, The Ink Tank, Peanuts Christmas specials), (пом. 2010 ). [1]
- 29 січня : Сузі Вайгель, австрійський ілюстратор, художник коміксів і аніматор (пом. 1990 ). [2]

### Лютий
- 6 лютого : Терл Рейвенскрофт, американський актор і співак (голос Кита Монстро в Піноккіо, алігатора в Леді і Бродязі, Тигра Тоні в анімаційній рекламі, Пола Баньяна в Полі Баньяна, Капітана в Сто одному далматинці, співак Ти злий, містера Грінча в «Як Грінч украв Різдво», Біллі Басса в «Аристокотах», Кірбі в «Відважному маленькому тостері » (пом. 2005 ). [3]
- 9 лютого : Білл Джастіс, американський мультиплікатор ( Walt Disney Animation Studios ), (пом. 2011 ). [4]

### березень
- 4 березня : Уорд Кімбол, американський мультиплікатор ( Компанія Уолта Діснея ) і один із дев’яти діснеївських стариків (пом. 2002 ).
- 15 березня : Джо Е. Росс, американський актор (озвучка Окса у «Пригодах Робіна Гудніка», Ботч у Help! . . . Це Hair Bear Bunch! , Сержант Флінт у Гонконзі Фуї, офіцер Гюнтер Туді у Wait Till Your Father Gets Home, Roll у CB Bears, Daniel in No Man's Valley ), (пом. 1982 ).
- 22 березня : Сонні Берк, американський композитор ( «Леді та Бродяга ») (пом. 1980).

### квітень
- 7 квітня : Микола Федоров, російський аніматор, режисер і художник-мультиплікатор (співрежисер «Снігової королеви ») (пом. 1994 ). [5]
- 9 квітня : Хоакім Мунтаньола, іспанський аніматор і художник коміксів ( Гонсалес Факір ), (пом. 2012 ). [6]
- 11 квітня : Норман Макларен, шотландсько-американський кінорежисер і продюсер ( «Сусіди», «Ритметика», «Блінкіті Бланк», «Па-де-де ») (пом. 1987 ). [7]
- 20 квітня : Бетті Лу Герсон, американська акторка (оповідач у «Попелюшці», голос Круелли де Віль у «Сто одному далматинці ») (пом. 1999 ). [8]

### Травень
- 12 травня : Джой Батчелор, англійський аніматор, кінопродюсер і режисер ( Halas &amp; Batchelor, Animal Farm, анімаційне музичне відео « Любов — це все» Роджера Гловера ), (пом. 1991 ). [9]
- 16 травня : Рег Хілл, англійський модельєр, аніматор і продюсер (працював на Джеррі Андерсона ), (пом. 1999 ). [10]
- 19 травня : Моріс Рапф, американський сценарист ( Пісня Півдня, Так дорога моєму серцю, Аліса в країні чудес, Гноми ), (пом. 2003 ).
- 21 травня : Джон Хаблі, американський аніматор, кінорежисер, продюсер, сценарист і художник коміксів ( УПА ), (пом. 1977 ).
- 30 травня : Мілт Ніл, американський художник коміксів і аніматор ( Компанія Уолта Діснея, Волтер Ланц ), (пом. 1997 ). [11]

### червень
- 3 червня : Рой Гленн, американський актор (голос Жаби-бика в «Пісні півдня ») (пом. 1971 ).
- 11 червня : Джеральд Мор, американський актор (озвучка Ріда Річардса/Містера Фантастика у «Фантастичній четвірці», «Зелений ліхтар» у «Година пригод Супермена/Аквамена ») (пом. 1968 ).
- 17 червня : Мануель Перес, мексикансько-американський аніматор і режисер ( Warner Bros. Мультфільми, Bill Melendez Productions, DePatie-Freleng, Hanna-Barbera, Fritz the Cat ) і автор коміксів (пом. 1981 ).
- 24 червня : Пол Джуліан, американський аніматор, художник фону ( My Little Pony: The Movie, Ferngully: The Last Rainforest), художник звукових ефектів ( Warner Bros. Мультфільми ), і актор озвучення (озвучка Road Runner ), (пом. 1995 ).

### липень
- 3 липня : Джордж Брунс, американський композитор ( студія Walt Disney Animation Studios ), (пом. 1983 ). [12]
- 11 липня :
  - Хел Адельквіст, американський аніматор, продюсер анімації та автор розкадровок ( Компанія Уолта Діснея ), (пом. 1981 ). [13]
  - Ірвінг Спектор, американський аніматор і художник коміксів ( Fleischer Studios, Ханна-Барбера ), (пом. 1977 ). [14]
- 23 липня : Евелін Ламбарт, канадський мультиплікатор і кінорежисер (співрежисер Begone Dull Care і A Chairy Tale ) (пом. 1999 ).  [15]

### Серпень
- 9 серпня : Мартін Тарас, американський художник коміксів і аніматор ( Fleischer Studios, Famous Studios, Hanna-Barbera, Terrytoons, Ralph Bakshi ) і дизайнер персонажів ( Baby Huey ), (пом. 1994 ). [16]
- 14 серпня : Борис Дьожкін, російський кінорежисер, карикатурист і мультиплікатор ( Чиполліно, Фітіль ), (пом. 1992 ).
- 15 серпня : Карл Брандт, американський музикант ( «Шоу Діка Трейсі», «Знамениті пригоди містера Магу», «Том і Джеррі ») (пом. 1991 ).
- 26 серпня : Річард Томпсон, американський аніматор і кінорежисер ( Warner Bros. Мультфільми, MGM, Ханна-Барбера, DePatie-Freleng Enterprises, Білл Мелендес ), (пом. 1998 ). [17]

### Вересень
- 3 вересня: Вілліс Пайл, американський аніматор (Walt Disney Company, Волтер Ланц, UPA, Peanuts спец, співавтор Mr. Magoo), (d. 2016).[18][19][20]
- 26 вересня: Джек Лалейн, Американський гуру фітнесу та харчування та мотиваційний спікер (озвучив себе Сімпсони епізод «The Old Man and the 'C' Student»), (пом. 2011).

### жовтень
- 6 жовтня : Роберт К. Брюс, американський актор озвучування (оповідач різних мультфільмів Looney Tunes і Merrie Melodies ), (пом. 2003 ). [21]
- 28 жовтня : Доді Гудман, американська актриса (озвучка міс Міллер у фільмі «Елвін і бурундуки ») (пом. 2008 ).

### Листопад
- 6 листопада : Джонатан Харріс, американський актор (озвучка професора Джонса у Freakazoid!, Менні в A Bug's Life, Гері-прибиральниця в Toy Story 2, Графа Блогга в Rainbow Brite, Буркута в Піноккіо та Імператора ночі, Соняшника в Happily Назавжди після, Атос у «Трьох мушкетерах», Ленс Лайонс у «Фуфурі», Диявол у масці, Стіклі Ракітс у «Канал Ампті-3», Ера у «Базз Лайтер із Зоряного командування», головний герой у «Грумі, який загвинтив Різдво », Фінеас Шарп у Епізод Darkwing Duck «In Like Blunt», Майлз Воррен в епізоді Spider-Man «The Return of Hydro-Man», Аджед Аль-Гебраїк в епізоді Aladdin «Destiny on Fire», лорд Гарган в епізоді Mighty Ducks «The Final» Face Off»), (пом. 2002 ).
- 11 листопада : Мел Левен, американський композитор і автор пісень (написав «Cruella de Vil» для «Сто й одного далматинця ») (пом. 2007 ).
- 22 листопада : Френк Грем, американський радіоведучий і актор (озвучка Великого Злого Вовка в Droopy, Миші в Slap Happy Lion і King-Size Canary, головних героїв в The Fox and the Crow, Лева в Jerry and Lion, оповідач у «Чікен Літтл » і «Трьох Кабальєро », (пом. 1950 ). [22] [23]

### Грудень
- 1 грудня : Мішель Дуе, французький художник коміксів, ілюстратор і аніматор (працював у студії Поля Грімо ) (пом. 2010 ). [24]
- 19 грудня : Мел Шоу, американський аніматор ( компанія Walt Disney ), (пом. 2012 ). [25] [26]
- 20 грудня : Чарльз МакКімсон, він же Чак МакКімсон, американський аніматор і художник коміксів ( Warner Bros. Мультфільми ), (пом. 1999 ). [27]
- 27 грудня : Джек Бредбері, американський аніматор і художник коміксів ( компанія Walt Disney, Warner Bros. Мультфільми ), (пом. 2004 ). [28]
- 30 грудня : Ніколай Шуторєв, американський співак (співочий голос Джованні Джонса в мультфільмі Looney Tunes « Довгошерстий заєць ») (пом. 1948 ).

### Конкретна дата невідома
- Чад Гроткопф, американський художник коміксів і мультиплікатор ( Компанія Волта Діснея, Студія Флейшера, Ханна-Барбера, ДеПаті-Фреленг, Чак Джонс, Джей Ворд, Террітуни, Пригоди крихітного мультфільму ), (пом. 2005 ). [29]
- Оскар Конті, він же Оскі, аргентинський карикатурист, карикатурист, мультиплікатор і художник коміксів («Перше заснування Буенос-Айреса») (пом. 1979 ). [30]
- Філ ДеЛара, американський аніматор і художник коміксів ( Warner Bros. Мультфільми ), (пом. 1973 ). [31]

## зовнішні посилання
- Анімаційні роботи року, занесені до списку IMDb